# Berthe Bady
Pour les articles homonymes, voir Bady.

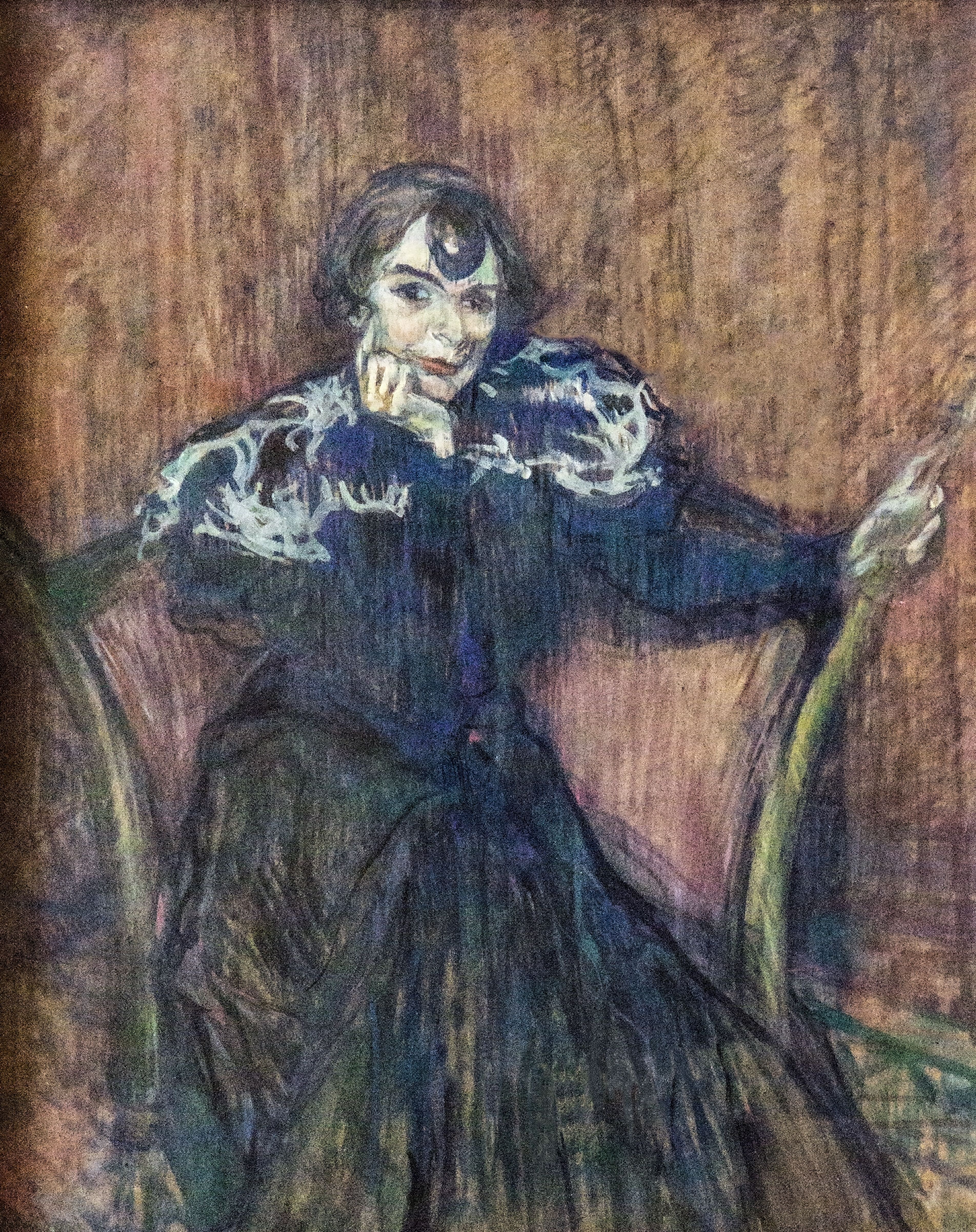
Berthe Bady par Toulouse-Lautrec en 1897.

Berthe Bady, née le 15 novembre 1868 à Lodelinsart (Belgique) et morte le 8 août 1921 à Jouy (Eure-et-Loir),,, est une actrice française d'origine belge. 
Elle donnera l'année 1872 comme date de naissance pendant toute sa carrière.

## Biographie
Berthe Florence Bady fut élevée au Couvent du Sacré-Cœur de Dour puis s'inscrivit au conservatoire de Bruxelles en 1891 avant de rejoindre le théâtre du Vaudeville en 1894. Elle accompagna Lugné-Poe dans la naissance du Théâtre de l'Œuvre. Égérie d'Henry Bataille, elle joua ensuite au Théâtre de l'Odéon de 1901 à 1904.
Fernand Crommelynck lui dédia sa pièce Les Amants puérils. Louis Aragon évoque sa mort dans Blanche ou l'oubli
Berthe Bady fut la compagne de Lugné-Poe et la muse d'Henry Bataille. Les fortunes qu'elle avait gagnées comme actrice furent consacrées à son ménage avec Henry Bataille. Berthe Bady mourut dans l'isolement et la misère, seule, à l'hôtel.
Elle repose au cimetière du Montparnasse (15e division).

## Théâtre
- 1893 : Rosmersholm d'Ibsen. Mise en scène de Lugné-Poe ; spectacle du théâtre de l'Œuvre au théâtre des Bouffes du nord
- 1894 : La Belle au bois dormant de Robert d'Humières et Henry Bataille. Mise en scène : Lugné-Poë
- 1894 : Annabella de John Ford, traduction et adaptation  de Maurice Maeterlinck.  Mise en scène : Lugné-Poë
- 1894 : La Nuit d'avril à Céos de Gabriel Trarieux. Mise en scène de Lugné-Poe ; spectacle du Théâtre de l'Œuvre au théâtre des Bouffes du nord
- 1894 : Au-dessus des forces humaines de Björnstjerne Björnson, traduction de Maurice Prozor, Mise en scène : Lugné-Poë.
- 1894 : L'Image de Maurice Beaubourg. Mise en scène de Lugné-Poe ; spectacle du Théâtre de l'Œuvre au théâtre des Bouffes du nord
- 1894 : La Vie muette de Maurice Beaubourg ; mise en scène de Lugné-Poe ; spectacle du théâtre de l'Œuvre
- 1895 : Le Cuivre de Paul Adam. Mise en scène d'André Antoine
- 1902 : Résurrection d'Henry Bataille d'après Léon Tolstoï à l'Odéon-Théâtre de l'Europe
- 1903 : L'Idiot d'André de Lorde à l'Odéon-Théâtre de l'Europe
- 1904 : Maman Colibri d'Henry Bataille au théâtre du Vaudeville
- 1907 : Florise de Théodore de Banville à l'Odéon-Théâtre de l'Europe
- 1910 : La Vierge folle d'Henry Bataille, théâtre du Gymnase
- 1911 : La Femme nue d'Henry Bataille au théâtre de la Porte-Saint-Martin
- 1913 : Le Chèvrefeuille de Gabriele D'Annunzio
- 1913 : L'Enchantement d'Henry Bataille au théâtre du Gymnase

## Filmographie
- 1918 : Ecce homo d'Abel Gance, avec la danseuse-mime Dourga[12]